# Cementiri Vell d'Esplugues de Llobregat
El Cementiri Vell d'Esplugues de Llobregat pertany a la parròquia de Santa Maria Magdalena. Construït el 1854, la capella està catalogada com a bé cultural d'interès local.

## Història
L'epidèmia de còlera que el 1854 afectà Barcelona i la seva rodalia va fer que l'Ajuntament d'Esplugues es reunís amb la Junta de Sanitat el 2 de febrer per tal de decidir la creació d'un nou cementiri. S'acordà comprar el terreny a la Junta de l'Hospital de la Santa Creu de Barcelona, i el 10 de desembre de 1854 es beneí la terra i s'hi col·locà la creu. El 30 d'octubre de 1855 fou beneïda la capella i la campana.
El flequer Pau Pujol i Franquesa, propietari de Can Casanovas i bona part de terres del nucli antic del municipi, va decidir construir un recinte adossat al cementiri per a la seva família i descendents. Popularment, es coneixia el recinte privat com el cementiri dels senyors. Durant la Segona República el cementiri va ser confiscat i secularitzat. La capella es va convertir en una sala d'autòpsies.

## Descripció
És un recinte de planta rectangular dividit en dues àrees: una de privada amb panteons de la família Pujol, i una de pública amb nínxols i panteons. En un extrem hi ha la capella. Està tancat per un mur de pedra amb un portal que té la inscripció «Cementiri Parroquial» sobre d'un arc.

### Capella
La capella és petita, de planta quadrada, amb una cúpula. Presenta un interior decorat amb estucs, força deteriorats, reproduint motius clàssics. Es conserven interessants enterraments del segle passat, que responen a la tipologia funerària de l'època.

### Panteons de la família Pujol
Al primer hi són enterrats Pau Pujol i Franquesa (1792-1866) i la seva esposa Rita Baucis i Baltà (1794-1873). És compost per una gran llosa inclinada que es recolza en un mur que té dos medallons amb creus gregues i és rematat per una cornisa i als seus extrems, dos motius vegetals que alhora destaquen el lloc que ocupen dues figures antropomorfes d'arrel clàssica, flanquejant la gran llosa de pedra. Es tracta d'un home i una dona, molt possiblement, al·legories amb un sentit funerari.
Al segon hi són enterrats Josep Pujol i Baucis (1855-1873), la seva esposa Rosa Colom i Sanfeliu (†1904) i el seu fill Josep Pujol i Colom (1855-1927). La tomba està formada per un paral·lelepípede ornamentat amb relleus a les quatre cares i cobert per un cos a quatre aigües. Als costats rectangulars hi ha tot d'inscripcions: Rosa Colom ad Joseph Pujol et Colom// Uxor filiusque nioerantes // N.P.M. (primera cara); Hic Jacet// Joseph Pujol et Bauacis// Obiit// XVII MAII MDCCCLXXIII// R.I.P. (segona cara). A la resta hi ha baixos relleus inscrits en formes romboïdals.
Completa el conjunt un grup escultòric amb una creu que segueix la tipologia de les creus de terme i un amoret assegut als peus de la creu, que porta a les mans una cartel·la, avui il·legible.

### Panteó de la família Garí Arana
Hi són enterrats Jordi Garí i Pilar Arana. El panteó és obra de l'arquitecte Josep Puig i Cadafalch que ja havia construït per a la família la Casa Garí d'Argentona. És una tomba força senzilla composta per una gran llosa sense ornaments i una altra de dimensions més reduïdes al damunt de la inscripció: Garí Arana. El conjunt és encapçalat per un basament de pedra sobre el que s'alça una columna de fust circular llis acabat en forma prismàtica i cenyida per una faixa de ferro forjat. Damunt hi ha una creu, també de ferro forjat, amb la imatge del crucificat de pedra.

### Panteó de Ramon de Sentmenat
Té un grup escultòric de marbre blanc que representa la Pietat. La Verge, alçant el rostre cap al cel, subjecta el cos ja mort del seu fill. Estan sobre una base rectangular. Destaca el contrast aparent entre les dues figures. La Verge porta una túnica que li cobreix fins i tot el cap, té la mirada i expressió de dolor força marcada. El fill, en canvi, cau, ja mort. El seu cos nu està força ben treballat. És la primera obra d'Eulàlia Fàbregas de Sentmenat per a la tomba del seu fill, feta aquell mateix any. En aquelles circumstàncies va voler dotar a la tomba de quelcom de singular. Aleshores començà a treballar el marbre i esculpí aquesta obra.

### Panteó dels Milà
Al cementiri també hi ha el panteó familiar dels Milà, on, entre d'altres hi ha enterrats el polític Josep Maria Milà i Camps, l'arquitecte Alfons Milà i Sagnier i l'advocat Josep Lluís Milà Sagnier.